# Liste der denkmalgeschützten Objekte in Langenlois
Die Liste der denkmalgeschützten Objekte in Langenlois enthält die 93 denkmalgeschützten, unbeweglichen Objekte der niederösterreichischen Stadtgemeinde Langenlois.

## Denkmäler
| Foto |                 | Denkmal | Standort                                                      | Beschreibung | Metadaten |
| ---- | --------------- | --- | ------------------------------------------------------------- | --- | --- |
| ja   | Datei hochladen | Gnadenstuhl HERIS-ID: 77053 Objekt-ID: 90656                                                                                  | ehemals Brunnengasse 1 Standort KG: Gobelsburg                | Der mit „Josef Prunner 1777“ bezeichnete Grabstein mit Gnadenstuhl-Relief wurde vom Friedhof der Pfarrkirche an den Aufgang zum Schloss versetzt. | BDA-Hist.: Q38148187 Status: § 2a Stand der BDA-Liste: 2025-06-30 Name: Gnadenstuhl GstNr.: 2471 |
| ja   | Datei hochladen | Pest-/Dreifaltigkeitssäule HERIS-ID: 49767 Objekt-ID: 53873                                                                   | gegenüber Josef Steininger-Platz 2 Standort KG: Gobelsburg    | Die mit 1689 bezeichnete Pestsäule wurde 1822 in Wien errichtet und 1822 nach Gobelsburg gestiftet. Am Postament sind Reliefs der Heiligen Rochus, Rosalia und Sabastian zu sehen. Der Säule vorgestellt ist eine Statue der Maria Immaculata. Die Säule verfügt über ein Kompositkapitell mit einer Aufsatzgruppe der hl. Dreifaltigkeit sowie eine umlaufende Balustrade mit Statuen der Heiligen Sebastian, Rochus, Johannes Nepomuk und Antonius von Padua. | BDA-Hist.: Q38035922 Status: § 2a Stand der BDA-Liste: 2025-06-30 Name: Pest-/Dreifaltigkeitssäule GstNr.: 2470/3 Plague column Gobelsburg                                                                               |
| ja   | Datei hochladen | Grenzstein HERIS-ID: 77054 Objekt-ID: 90657                                                                                   | Schloss Straße Standort KG: Gobelsburg                        | Im Zentrum von Gobelsburg erhebt sich über einem Betonsockel ein Grenzstein mit Wappen, bezeichnet mit 1747. | BDA-Hist.: Q38148194 Status: § 2a Stand der BDA-Liste: 2025-06-30 Name: Grenzstein GstNr.: 2470/16 |
| ja   | Datei hochladen | Ehem. Volksschule HERIS-ID: 41670 Objekt-ID: 42220                                                                            | Schloss Straße 10 Standort KG: Gobelsburg                     | | BDA-Hist.: Q38002169 Status: Bescheid Stand der BDA-Liste: 2025-06-30 Name: Ehem. Volksschule GstNr.: .22 Former primary school Gobelsburg                                                                               |
| ja   | Datei hochladen | Pfarrhof HERIS-ID: 49764 Objekt-ID: 53870                                                                                     | Schloss Straße 12 Standort KG: Gobelsburg                     | Der an den Torturm und Stiegenweg anschließende Pfarrhof von Gobelsburg ist ein zweigeschoßiger, kordonbandgegliederter Bau aus dem 18. Jahrhundert. Im Westflügel verfügt er über gekehlte Fenstersohlbänke vom Baukern des 17. Jahrhunderts. Im Innenraum sind in Erd- und Obergeschoß Kreuzgratgewölbe zu sehen, im Obergeschoß außerdem eine gekehlte Flachdecke mit polychromiertem Laub- und Bandlwerkstuck aus dem zweiten Viertel des 18. Jahrhunderts sowie Medaillons der vier Jahreszeiten. Der Saal hat eine stuckierte Flachdecke. Deren geschweifter Putzspiegel zeigt ein monumentales Relief eines Doppeladlers mit Krone, Schwert und Zepter sowie ein mit 1703 bezeichnetes Bildnis von Leopold I. Zur weiteren Ausstattung zählen Ölbilder des 18. Jahrhunderts, darunter ein Bildnis des hl. Johannes Nepomuk mit Engel von Martin Johann Schmidt, bezeichnet mit 1750, sowie ein Porträt Josephs II. aus dem vierten Viertel des 18. Jahrhunderts. | BDA-Hist.: Q38035894 Status: § 2a Stand der BDA-Liste: 2025-06-30 Name: Pfarrhof GstNr.: .23 Rectory in Gobelsburg |
| ja   | Datei hochladen | Kath. Pfarrkirche Mariä Geburt und ehem. Wehrkirchhof HERIS-ID: 49765 Objekt-ID: 53871                                        | gegenüber Schloss Straße 12 Standort KG: Gobelsburg           | Die dominierend über Gobelsburg gelegene Pfarrkirche Mariä Geburt ist eine barockisierte, gotische Basilika mit barockem Westturm. Umgeben ist sie von einer ehemaligen Wehrmauer, die im Süden durch mächtige Stützpfeiler verstärkt ist. Der Aufgang zur Kirche erfolgt im Süden durch eine Torhalle und über einen Stiegenweg. Der Zugang zum Kirchhof ist von zwei vasenbekrönten Pfeilern aus dem 18. Jahrhundert flankiert. Die Pfarre ist 1219 aus einem Herrschaftsbenefizium hervorgegangen. | BDA-Hist.: Q38035907 Status: § 2a Stand der BDA-Liste: 2025-06-30 Name: Kath. Pfarrkirche Mariä Geburt und ehem. Wehrkirchhof GstNr.: .25, 46 Church of the Nativity of the Virgin Mary (Gobelsburg)                     |
| ja   | Datei hochladen | Schloss Gobelsburg HERIS-ID: 49766 Objekt-ID: 53872                                                                           | Schloss Straße 16 Standort KG: Gobelsburg                     | Der Gutshof wurde 1725 zu einem herrschaftlichen Schloss ausgebaut. 1740 erwarb das Stift Zwettl das Schloss. In der Schlosskapelle befinden sich ein Deckengemälde mit der Darstellung Mariens und ein Seitenaltarbild mit der Darstellung des Hl. Bernhard des Kremser Schmidt von 1769. Bis in die 1990er Jahre befand sich im Schloss eine Außenstelle des Österreichischen Museums für Volkskunde. Schloss Gobelsburg ist Sitz des Weinguts Schloss Gobelsburg. | BDA-Hist.: Q2241219 Status: § 2a Stand der BDA-Liste: 2025-06-30 Name: Schloss Gobelsburg GstNr.: .26/1, .26/2, 47, 158 Schloss Gobelsburg                                                                               |
| ja   | Datei hochladen | Zwei Löwenfiguren auf Postament HERIS-ID: 77055 Objekt-ID: 90658                                                              | bei Schloss Straße 16 Standort KG: Gobelsburg                 | Auf Postamenten beim Schlossaufgang stehen zwei mit 1868 bezeichnete Steinlöwen, die von der Wiener Aspernbrücke hierher übertragen wurden. Die Skulpturen stammen von Franz Melnitzky. | BDA-Hist.: Q38148203 Status: § 2a Stand der BDA-Liste: 2025-06-30 Name: Zwei Löwenfiguren auf Postament GstNr.: 2470/26 Schloss Gobelsburg - Zwei Löwenfiguren                                                           |
| ja   | Datei hochladen | Bildstock, sog. Bertrandkreuz HERIS-ID: 77056 Objekt-ID: 90659                                                                | bei Schloss Straße 16 Standort KG: Gobelsburg                 | Das sogenannte Bertrandkreuz beim Schlossaufgang ist ein Bildstock aus der ersten Hälfte des 16. Jahrhunderts (?), der ursprünglich in Großriedenthal errichtet und später hierher versetzt wurde. Der abgefaste Pfeiler wird von einem dreiseitig durchbrochenen, erneuerten Quaderaufsatz mit Patriarchenkreuz bekrönt. | BDA-Hist.: Q38148214 Status: § 2a Stand der BDA-Liste: 2025-06-30 Name: Bildstock, sog. Bertrandkreuz GstNr.: 2470/26 Wayside shrine Bertrandkreuz (Gobelsburg)                                                          |
| ja   | Datei hochladen | Fragment eines Bildstockes HERIS-ID: 77057 Objekt-ID: 90660                                                                   | bei Schloss Straße 16 Standort KG: Gobelsburg                 | Am Aufgang zum Schloss ruht auf einer mächtigen Steinplatte ein quadratischer Sockel aus Sandstein, auf dem sich der Stumpf eines Pfeilers erhebt. Der genaue Zeitpunkt der Errichtung des ins 18. Jahrhundert datierten Denkmals ist unbekannt. | BDA-Hist.: Q38148225 Status: § 2a Stand der BDA-Liste: 2025-06-30 Name: Fragment eines Bildstockes GstNr.: 2470/26 Fragments of a wayside shrine (Gobelsburg castle)                                                     |
| ja   | Datei hochladen | Grenzstein HERIS-ID: 77004 Objekt-ID: 90606                                                                                   | bei Franz Josef-Straße 34 Standort KG: Haindorf               | Der oben abgerundete Grenzstein an der an der Wiener Straße gelegenen Ecke des Hauses Franz-Josef-Straße 34 lässt an seiner stark verwitterten Vorderseite noch die Reste eines Wappenreliefs erkennen. Er wurde im 18. Jahrhundert errichtet und markiert die Grenze zwischen den Katastralgemeinden Langenlois und Haindorf. | BDA-Hist.: Q38147954 Status: § 2a Stand der BDA-Liste: 2025-06-30 Name: Grenzstein GstNr.: 1129/2 |
| ja   | Datei hochladen | Oberes Schloss/ehem. Winterschule HERIS-ID: 34035 Objekt-ID: 31919                                                            | Haindorfer Straße 78 Standort KG: Haindorf                    | Das sogenannte Obere Schloss, die ehemalige Landeswinzerschule, ist ein wuchtiger Bau des späten 16./frühen 17. Jahrhunderts, der in der zweiten Hälfte des 18. Jahrhunderts umgebaut wurde. Das hohe, dreigeschoßige Haus verfügt über eine doppelte Kordonbandgliederung und Sohlbankgesims. In der südwestlichen Front sind im Erdgeschoß tiefe Blendarkaden zu sehen. Der gesamte Bau verfügt als Flächendekoration über Sgraffitomalereien. Südöstlich liegt ein Gartenportal – ein Rundbogentor mit Zinnengiebel und Volutenkeilstein. Im Erdgeschoß gibt es Stichkappen- und Kreuzgratgewölbe mit angeputzten Graten und Putzzapfen. | BDA-Hist.: Q37955655 Status: Bescheid Stand der BDA-Liste: 2025-06-30 Name: Oberes Schloss/ehem. Winterschule GstNr.: .22                                                                                                |
| ja   | Datei hochladen | Ortskapelle HERIS-ID: 76986 Objekt-ID: 90588                                                                                  | gegenüber Haindorfer Straße 83 Standort KG: Haindorf          | Die gegenüber dem sogenannten Oberen Schloss gelegene Ortskapelle des Stadtteils Haindorf ist ein klassizistischer Rechteckbau aus der Zeit um 1800 mit eingezogenem, rundbogig geschlossenem Chor, westlichem Portalvorbau mit wuchtigen, dorischen Halbsäulen und Dreieckgiebel sowie einem zweizonigen Turm mit welscher Haube im Süden. Der Innenraum ist flach gedeckt. Zur Ausstattung zählen ein mit 1897 bezeichnetes Leinwandbild der Grablegung Christi, ein mit Sigmar R. Winder 1893 bezeichnetes Leinwandbild der 14 Nothelfer sowie ein Vortragekreuz aus der Zeit um 1900. | BDA-Hist.: Q38147758 Status: § 2a Stand der BDA-Liste: 2025-06-30 Name: Ortskapelle GstNr.: .62 |
| ja   | Datei hochladen | Straßenbrücke mit Figurenbildstock hl. Johannes Nepomuk HERIS-ID: 46315 Objekt-ID: 48142                                      | Kaiser Josef-Platz 14, in der Nähe Standort KG: Haindorf      | Auf der östlichen Brüstung der Loisbachbrücke steht eine Johannes-Nepomuk-Statue von Bildhauer Friedrich Fahrwickl aus der Mitte des 20. Jahrhunderts. | BDA-Hist.: Q38020585 Status: § 2a Stand der BDA-Liste: 2025-06-30 Name: Straßenbrücke mit Figurenbildstock hl. Johannes Nepomuk GstNr.: 1129/1, 1129/2, 1109/1 Brücke Franz-Josef-Straße, Langenlois                     |
| ja   | Datei hochladen | Figurenbildstock hl. Maria HERIS-ID: 77008 Objekt-ID: 90610                                                                   | Kamptalstraße Standort KG: Haindorf                           | Die Barockfigur der hl. Maria stammt aus dem 18. Jahrhundert, sie befindet sich in einem modernen Breitpfeilerbildstock. Unter Denkmalschutz steht nur die Figur, nicht der Bildstock. | BDA-Hist.: Q38148001 Status: § 2a Stand der BDA-Liste: 2025-06-30 Name: Figurenbildstock hl. Maria GstNr.: 1144 |
| ja   | Datei hochladen | Unteres Schloss HERIS-ID: 34036 Objekt-ID: 31920                                                                              | Krumpöck-Allee 21 Standort KG: Haindorf                       | Das sogenannte Untere Schloss an den Kampauen im Südwesten der Stadt ist eine im Kern aus dem 17. Jahrhundert stammende Dreiflügelanlage, die im 18. Jahrhundert verändert wurde. | BDA-Hist.: Q2241401 Status: Bescheid Stand der BDA-Liste: 2025-06-30 Name: Unteres Schloss GstNr.: 353/4 Schloss Haindorf                                                                                                |
| ja   | Datei hochladen | Bildstock HERIS-ID: 77027 Objekt-ID: 90629                                                                                    | bei Wiener Straße 40 Standort KG: Haindorf                    | Die 4,35 Meter hohe achteckige Steinsäule des 18. Jahrhunderts wird oben von einer achteckigen Kragenplatte abgeschlossen, die ein vierseitiges Tabernakel mit trägt, darüber eine wiederum achteckige Dachplatte mit eisernem Doppelkreuz. Die auf Blechtafeln gemalten Bilder der Heiligen Laurentius, Urban, Leonhard und Notburga in den Nischen des Aufsatzes sind Werke des 20. Jahrhunderts. | BDA-Hist.: Q38148093 Status: § 2a Stand der BDA-Liste: 2025-06-30 Name: Bildstock GstNr.: 1150 |
| ja   | Datei hochladen | Figurenbildstock hl. Johannes Nepomuk HERIS-ID: 76985 Objekt-ID: 90587                                                        | Standort KG: Haindorf                                         | Vor der Haindorfer Kapelle steht eine Statue des hl. Johannes Nepomuk aus dem späten 18./frühen 19. Jahrhundert. | BDA-Hist.: Q38147736 Status: § 2a Stand der BDA-Liste: 2025-06-30 Name: Figurenbildstock hl. Johannes Nepomuk GstNr.: 499                                                                                                |
| ja   | Datei hochladen | Gasthof Zur goldenen Kugel HERIS-ID: 34352 Objekt-ID: 32544                                                                   | Bahnstraße 1 Standort KG: Langenlois                          | Der Gasthof Zur goldenen Kugel ist ein zwei- bis dreigeschoßiges, traufständiges Mittelflurhaus mit überwiegend erneuerten Fenstergewänden und Sohlbänken aus der Mitte des 16. Jahrhunderts und fragmentarisch erhaltenen Sgraffitomalereien aus der Zeit um 1561. Diese zeigen als ornamentale und figurale Darstellungen eine Jagdszene, David und Bathseba, Lucretia, Jaël, Judith sowie Fabeln von Äsop. Der zweigeschoßige Hofflügel stammt aus dem 18./19. Jahrhundert. Erd- und Obergeschoß des Gasthofs sind kreuzgratgewölbt. | BDA-Hist.: Q37957272 Status: Bescheid Stand der BDA-Liste: 2025-06-30 Name: Gasthof Zur goldenen Kugel GstNr.: .98 Inn 'Zur goldenen Kugel'                                                                              |
| ja   | Datei hochladen | Ehem. Franziskanerkloster, Maurer- und Dachdeckermuseum HERIS-ID: 50111 Objekt-ID: 54738                                      | Franziskanerplatz 9 Standort KG: Langenlois                   | Das ehemalige Franziskanerkloster geht auf eine Gründung des 15. Jahrhunderts zurück. Der Großteil der erhaltenen Bausubstanz wurde im 15. und 17. Jahrhundert geschaffen. Im Süden liegt die ehemalige Klosterkirche, nördlich anschließend ein um einen rechteckigen Hof angelegter Vierflügelbau. Das Kloster wurde 1783 aufgehoben. Danach wurde das Gebäude unter anderem als Kaserne, Irrenanstalt, Armenhaus, Werkstätte, Zinshaus, Feuerwehrdepot, Museumsgebäude und Internat genutzt. | BDA-Hist.: Q38038108 Status: § 2a Stand der BDA-Liste: 2025-06-30 Name: Ehem. Franziskanerkloster, Maurer- und Dachdeckermuseum GstNr.: 7352/12 Franziskanerkloster Langenlois                                           |
| ja   | Datei hochladen | Kath. Filialkirche hl. Nikolaus und ehem. Kirchhof HERIS-ID: 50118 Objekt-ID: 54746                                           | Gartenzeile 21 Standort KG: Langenlois                        | Die westlich des Stadtzentrums im Oberen Aigen beim Loisbach gelegene Filialkirche hl. Nikolaus ist ein gotischer Saalbau mit romanischem Kern und spätgotischem Seitenschiff aus dem 15. Jahrhundert. Sie ist über eine Bogenbrücke des 16. Jahrhunderts (?) zugänglich und von einer zum Teil mittelalterlichen Kirchhofmauer umgeben. | BDA-Hist.: Q38038168 Status: § 2a Stand der BDA-Liste: 2025-06-30 Name: Kath. Filialkirche hl. Nikolaus und ehem. Kirchhof GstNr.: .350 Filialkirche hl. Nikolaus (Langenlois)                                           |
| ja   | Datei hochladen | Maria Immaculata Brunnen HERIS-ID: 76992 Objekt-ID: 90594                                                                     | Holzplatz Standort KG: Langenlois                             | Der Brunnen auf dem Holzplatz hat ein ovales Becken und eine Immaculata-Statue aus dem 18. Jahrhundert. | BDA-Hist.: Q38147865 Status: § 2a Stand der BDA-Liste: 2025-06-30 Name: Maria Immaculata Brunnen GstNr.: 7352/1 Maria Immaculata Brunnen, Langenlois                                                                     |
| ja   | Datei hochladen | Wohn- und Geschäftshaus HERIS-ID: 57823 Objekt-ID: 68121                                                                      | Holzplatz 2 Standort KG: Langenlois                           | Das Wohn- und Geschäftshaus am Holzplatz 2 ist ein zwölfachsiger, um einen kleinen Hof angelegter Bau, der im Kern aus dem späten 16. Jahrhundert stammt. Die Fassade zeigt ein hochgezogenes, als Sockelgeschoß gestaltetes Kellergeschoß. Im Hauptgeschoß sind alternierende Fensterverdachungen und Girlandendekor aus der zweiten Hälfte des 16. Jahrhunderts zu sehen. Die Durchfahrthalle verfügt über Kreuzgrat- und Tonnengewölbe. Im Hof gibt es Reste von Arkaden auf schlanken Säulchen aus dem späten 16. Jahrhundert. | BDA-Hist.: Q38078879 Status: Bescheid Stand der BDA-Liste: 2025-06-30 Name: Wohn- und Geschäftshaus GstNr.: .219, .220 commercial/residential building Holzplatz 2 (Langenlois)                                          |
| ja   | Datei hochladen | Figurenbildstock hl. Florian HERIS-ID: 76990 Objekt-ID: 90592                                                                 | Holzplatz / Kallbrunnergasse Standort KG: Langenlois          | Gegenüber vom Rathaus steht am Holzplatz auf einem Postament die 1782 aufgestellte Statue des hl. Florian. | BDA-Hist.: Q38147855 Status: § 2a Stand der BDA-Liste: 2025-06-30 Name: Figurenbildstock hl. Florian GstNr.: 7352/1 Figurine of hl. Florian (Langenlois)                                                                 |
| ja   | Datei hochladen | Grenzstein HERIS-ID: 77007 Objekt-ID: 90609                                                                                   | Kaiser Josef-Platz Standort KG: Langenlois                    | Der Grenzstein am Kaiser-Josef-Platz trägt drei Wappen und die Bezeichnung 1747. Alexander Szep: Grenzstein. In: Niederösterreichs Klein- und Flurdenkmäler (marterl.at). Kultur.Region.Niederösterreich GmbH, abgerufen am 7. Juni 2024. | BDA-Hist.: Q38147977 Status: § 2a Stand der BDA-Liste: 2025-06-30 Name: Grenzstein GstNr.: 7352/13 |
| ja   | Datei hochladen | Kaiser Joseph-Park mit Barockfiguren und Denkmal Joseph II. HERIS-ID: 77006 Objekt-ID: 90608                                  | gegenüber Kaiser Josef-Platz 4 Standort KG: Langenlois        | Im Kaiser-Joseph-Park steht eine 1904 errichtete Statue von Joseph II., flankiert von spätbarocken Statuen aus dem 18. Jahrhundert auf Volutensockeln. | BDA-Hist.: Q38147966 Status: § 2a Stand der BDA-Liste: 2025-06-30 Name: Kaiser Joseph-Park mit Barockfiguren und Denkmal Joseph II. GstNr.: 513/32                                                                       |
| ja   | Datei hochladen | Loisbachbrücke mit Figur Hl. Urban HERIS-ID: 107510 Objekt-ID: 124851                                                         | Kallbrunnergasse 1, in der Nähe Standort KG: Langenlois       | Bei der Postbrücke zwischen Holzplatz und Kallbrunnergasse steht eine Statue des hl. Urban aus dem zweiten Drittel des 20. Jahrhunderts. | BDA-Hist.: Q37810324 Status: § 2a Stand der BDA-Liste: 2025-06-30 Name: Loisbachbrücke mit Figur Hl. Urban GstNr.: 7352/1, 7352/22, 7445 Loisbachbrücke, Langenlois                                                      |
| ja   | Datei hochladen | Kath. Pfarrkirche hl. Laurentius HERIS-ID: 50112 Objekt-ID: 54740                                                             | Kirchenplatz 4 Standort KG: Langenlois                        | Die auf dem Kirchenplatz neben dem Rathaus in der Südostecke der Stadt gelegene Pfarrkirche hl. Laurentius ist eine spätromanisch/frühgotische Pfeilerbasilika mit überhöhtem spätgotischem Chor, barockem Südturm und barocken Anbauten. Mitte des 13. Jahrhunderts (?) entstand ein erster einschiffiger Bau mit Ostturm, dessen Kern in Mittelschiff und Langhaus erhalten ist. Im späten 13./frühen 14. Jahrhundert erfolgte der Zubau der Seitenschiffe und Mitte des 14. Jahrhunderts die Errichtung von Chor und Südturm. Im 18. Jahrhundert wurde die Kirche barockisiert. 1959/60 erfolgte eine umfassende Renovierung und Rückführung des Kirchenbaues in den gotischen Bauzustand. 1982 wurde ein Karnergewölbe unter dem Presbyterium entdeckt. | BDA-Hist.: Q38038122 Status: § 2a Stand der BDA-Liste: 2025-06-30 Name: Kath. Pfarrkirche hl. Laurentius GstNr.: .175, .174/3 Catholic church St. Laurentius (Langenlois)                                                |
| ja   | Datei hochladen | Pfarrhof HERIS-ID: 50113 Objekt-ID: 54741                                                                                     | Kirchenplatz 5 Standort KG: Langenlois                        | Der Pfarrhof wurde im 20. Jahrhundert weitgehend erneuert um umgebaut. Vom Kern des 17. Jahrhunderts ist das Segmentbogenportal mit einer reliefierten Maske im Keilstein erhalten. | BDA-Hist.: Q38038136 Status: Bescheid Stand der BDA-Liste: 2025-06-30 Name: Pfarrhof GstNr.: .191 Rectory Langenlois |
| ja   | Datei hochladen | Straßenbrücke, Fürnkranzbrücke HERIS-ID: 76993 Objekt-ID: 90595                                                               | Kornplatz 1, in der Nähe Standort KG: Langenlois              | Die Fürnkranzbrücke ist eine ursprünglich zweibogige Brücke zwischen Kornplatz und Rathausstraße, die 1829 errichtet und anlässlich der Regulierung des Loibachs 1948–1954 umgebaut wurde. Aus der Zeit des Umbaus stammen auch die Statuen der vier Evangelisten von Friedrich Fahrwickl. | BDA-Hist.: Q38147878 Status: § 2a Stand der BDA-Liste: 2025-06-30 Name: Straßenbrücke, Fürnkranzbrücke GstNr.: 7499, 7460, 7352/22, 7459/2, 7352/1, 7352/13, 7445 Fuernkranz-bridge (Langenlois)                         |
| ja   | Datei hochladen | Gasthaus Langenloiser Hof HERIS-ID: 34354 Objekt-ID: 32546                                                                    | Kornplatz 2 Standort KG: Langenlois                           | Der durch ein Schopfwalmdach gedeckte Gasthof am Kornplatz 2 stammt im Kern aus dem späten 16. Jahrhundert. Er hat eine Fassade mit Ortsteingliederung und unregelmäßiger Fensteranordnung, die im 18. Jahrhundert verändert wurde. Der Bau ist durch ein in einem seicht genuteten Portalfeld liegendes, weites, rustiziertes Rundbogentor mit Keilstein zugänglich. | BDA-Hist.: Q37957301 Status: Bescheid Stand der BDA-Liste: 2025-06-30 Name: Gasthaus Langenloiser Hof GstNr.: .30 Restaurant Langenloiser Hof                                                                            |
| ja   | Datei hochladen | Wohn- und Geschäftshaus HERIS-ID: 76995 Objekt-ID: 32547                                                                      | Kornplatz 3 Standort KG: Langenlois                           | Das 2-geschoßige Gebäude hat ein Schopfwalmdach und stammt im Kern aus dem 16. Jahrhundert. Die Fassade stammt aus der Mitte des 18. Jahrhunderts und weist eine Riesenpilastergliederung mit giebelüberdachten Fenstern auf. Über einem Kranzgesims befindet sich ein Dachgeschoß als Attikazone mit Pinienzapfenkrönung. | BDA-Hist.: Q37957316 Status: Bescheid Stand der BDA-Liste: 2025-06-30 Name: Wohn- und Geschäftshaus GstNr.: .92/1 |
| ja   | Datei hochladen | Wohn- und Geschäftshaus HERIS-ID: 34355 Objekt-ID: 32548                                                                      | Kornplatz 4 Standort KG: Langenlois                           | Das zwei- bis dreigeschoßige, durch ein Zwerchwalmdach gedeckte Bürgerhaus am Kornplatz 4 hat eine Fassade aus der Mitte des 18. Jahrhunderts, mit großer Ordnung aus ionischen Halbsäulen in den Hauptgeschoßen. Das Haus ist rechts durch ein rustiziertes Rundbogenportal zugänglich, das im Keilstein mit „156.“ bezeichnet ist. | BDA-Hist.: Q37957331 Status: Bescheid Stand der BDA-Liste: 2025-06-30 Name: Wohn- und Geschäftshaus GstNr.: .93 |
| ja   | Datei hochladen | Bürgerhaus, Ursinhaus HERIS-ID: 34356 Objekt-ID: 32549                                                                        | Kornplatz 5 Standort KG: Langenlois                           | Das dreigeschoßige Gebäude des späten 16. Jahrhunderts hat ein Schopfwalmdach und einen hohen Giebel. Links ist ein zweiachsiger Flacherker auf abgetreppten Konsolen zu sehen. Dieser ist wie die Fassade mit Ortsteinen gerahmt. Über dem Traufgesims erhebt sich ein zweizoniger, geschweifter Giebel aus der Zeit um 1600 mit Volutenspiralen, der durch fialenartige Pfeiler sowie durch Gesimse gegliedert ist. In einer Nische steht eine Statue der Maria Immaculata aus dem 18. Jahrhundert. Der Hof wurde beim Abbruch des Nachbarhauses zerstört. Der ehemalige Flur wurde als Durchgang verändert. Die östliche Seitenfront wurde in Angleichung an die Platzfassade neu gestaltet. Im Inneren liegt im ersten Obergeschoß eine Halle mit Stichkappentonne. | BDA-Hist.: Q37957347 Status: Bescheid Stand der BDA-Liste: 2025-06-30 Name: Bürgerhaus, Ursinhaus GstNr.: .94 Ursinhaus (Langenlois)                                                                                     |
| ja   | Datei hochladen | Bürgerhaus HERIS-ID: 34357 Objekt-ID: 48794                                                                                   | Kornplatz 6 Standort KG: Langenlois                           | Das um einen unregelmäßigen Rechteckhof angelegte zweigeschoßige Haus mit Grabendach stammt im Kern aus dem 16. Jahrhundert, seine durch Riesenpilaster gegliederte Fassade aus dem 18. Jahrhundert. Zugänglich ist es durch ein mittig gelegenes Korbbogenportal. Die beiden links vom Portal gelegenen Fensterachsen sind leicht vorgezogen. Im Hof sind im ersten Obergeschoß Arkaden aus dem späten 16. Jahrhundert zu sehen. | BDA-Hist.: Q119721660 Status: Bescheid Stand der BDA-Liste: 2025-06-30 Name: Wohn- und Geschäftshaus, Ursinhaus GstNr.: .96                                                                                              |
| ja   | Datei hochladen | Wohn- und Geschäftshaus HERIS-ID: 46668                                                                                       | Kornplatz 7 Standort KG: Langenlois                           | Das zweigeschoßige, durch ein Walmdach gedeckte Wohn- und Geschäftshaus am Kornplatz 7 wurde im späten 16. Jahrhundert errichtet. Seine schlichte Fassade weist eine Ortseingliederung auf. Das rundbogige Mittelportal hat einen Keilstein mit einer reliefierten Löwenmaske. Im Hof befindet sich ein Vorbau mit Schweifgiebel aus dem 18. Jahrhundert. Die Einfahrt verfügt über ein Stichkappengewölbe. Das Erdgeschoß ist kreuzgratgewölbt. | BDA-Hist.: Q38022984 Status: Bescheid Stand der BDA-Liste: 2025-06-30 Name: Wohn- und Geschäftshaus GstNr.: .97 Kornplatz 7 (Langenlois)                                                                                 |
| ja   | Datei hochladen | Ehem. Bürgerspitalskirche hl. Elisabeth HERIS-ID: 50114 Objekt-ID: 54742                                                      | Kornplatz 8 Standort KG: Langenlois                           | Die ehemalige Bürgerspitalskirche hl. Elisabeth an der nordöstlichen Ecke des Kornplatzes ist ein in der zweiten Hälfte des 15. Jahrhunderts errichteter, spätgotischer, barockisierter Saalbau mit eingezogenem Chor. Das Langhaus ist durch Lunettenfenster geöffnet. Im Westen ist über der glatten Giebelfront das Schopfwalmdach zu sehen. Der überhöhte Chor hat einen Fünfachtelschluss und zweifach abgetreppte Strebepfeiler. | BDA-Hist.: Q38038148 Status: § 2a Stand der BDA-Liste: 2025-06-30 Name: Ehem. Bürgerspitalskirche hl. Elisabeth GstNr.: .162/1 Former church St. Elisabeth (Langenlois)                                                  |
| ja   | Datei hochladen | Pest-/Dreifaltigkeitssäule HERIS-ID: 77001 Objekt-ID: 90603                                                                   | gegenüber Kornplatz 9 Standort KG: Langenlois                 | Die dominierend in der Mitte des Kornplatzes gelegene Pestsäule wurde 1713 von Andreas Krimmer geschaffen. Sie hat einen dreiseitigen Aufbau mit Postament und einem reich mit Rankenwerk und Voluten dekorierten Sockel. Darauf sind Reliefs der Pestheiligen Rosalia und Johannes Nepomuk sowie ein betender Mönch vor einem Kreuz zu sehen; außerdem Statuen der Heiligen Sebastian, Rochus und Karl Borromäus. In der Mitte erhebt sich eine Wolkensäule mit einer Statuengruppe der Krönung Mariens durch die Hl. Dreifaltigkeit. | BDA-Hist.: Q38147914 Status: § 2a Stand der BDA-Liste: 2025-06-30 Name: Pest-/Dreifaltigkeitssäule GstNr.: 7500 Plague column Langenlois                                                                                 |
| ja   | Datei hochladen | Bürgerhaus HERIS-ID: 34358 Objekt-ID: 32550                                                                                   | Kremser Straße 5 Standort KG: Langenlois                      | Das Bürgerhaus in der Kremser Straße 5–7 ist ein zweigeschoßiger, lang gestreckter Bau um einen rechteckigen Hof. Das mit einer Ohrennutung versehene Portal ist 1618 bezeichnet. Seitlich liegt ein Tor mit reliefierter Löwenmaske, das am Keilstein mit 1699 bezeichnet ist. | BDA-Hist.: Q37957361 Status: Bescheid Stand der BDA-Liste: 2025-06-30 Name: Bürgerhaus GstNr.: .197 Middle-class house 'Kremser Strasse 5 and 7' (Langenlois)                                                            |
| ja   | Datei hochladen | Bürgerhaus HERIS-ID: 34359 Objekt-ID: 32551                                                                                   | Kremser Straße 9 Standort KG: Langenlois                      | Das Bürgerhaus in der Kremser Straße 9 ist ein zweigeschoßiger, traufständiger Bau aus der ersten Hälfte des 17. Jahrhunderts. Die rechte Hälfte der Front ist um zwei Achsen blockartig vorgezogen. Das Sockelgeschoß weist eine Rustizierung auf. In den Fensterachsen sind Felder mit Diamantquaderung zu sehen. Das Haus ist durch ein abgefastes Rundbogenportal mit einem Maskenkopf im Scheitel zugänglich. Der Hof ist weitläufig und unregelmäßig. Südseitig im Obergeschoß liegt ein kreuzgratgewölbter Arkadengang auf Säulchen. Zum Teil sind noch Steinpflaster aus der Bauzeit erhalten. | BDA-Hist.: Q37957378 Status: Bescheid Stand der BDA-Liste: 2025-06-30 Name: Bürgerhaus GstNr.: .198 Middle-class house 'Kremser Strasse 9' (Langenlois)                                                                  |
| ja   | Datei hochladen | Bildstock HERIS-ID: 77026 Objekt-ID: 90628                                                                                    | bei Kremser Straße 59 Standort KG: Langenlois                 | Der Bildstock am Sauberg nahe der Kremser Straße 59 hat am Quaderpfeiler Reliefs der Leidenswerkzeuge Jesu und am Aufsatz Darstellungen der Kreuzigung, der Pietà sowie der Heiligen Sebastian und Rochus. | BDA-Hist.: Q38148082 Status: § 2a Stand der BDA-Liste: 2025-06-30 Name: Bildstock GstNr.: 7515 Wayside shrine 'Kremser Strasse 59' (Langenlois)                                                                          |
| ja   | Datei hochladen | Rathaus HERIS-ID: 50116 Objekt-ID: 54744                                                                                      | Rathausstraße 2 Standort KG: Langenlois                       | Das Rathaus von Langanlois ist ein barocker, im Kern spätgotischer Bau, der aus zwei T-förmig angeordneten Flügeln besteht. Die erste urkundliche Erwähnung verweist auf das späte 14. Jahrhundert. Ab 1522 war das Gebäude als Rathaus im Besitz des Marktes. | BDA-Hist.: Q38038162 Status: § 2a Stand der BDA-Liste: 2025-06-30 Name: Rathaus GstNr.: .173 Rathaus Langenlois |
| ja   | Datei hochladen | Wohn- und Geschäftshaus HERIS-ID: 34360 Objekt-ID: 32552                                                                      | Rathausstraße 8 Standort KG: Langenlois                       | Das Wohnhaus in der Rathausstraße 8 stammt im Kern aus dem späten 16. Jahrhundert. Die Fassade mit Eckpilastern, Kordonbandgesims und Attikageschoß wurde im 18. Jahrhundert gestaltet. In einer Rundbogennische steht eine Figur der Maria Immaculata aus der ersten Hälfte des 19. Jahrhunderts. Ins Innere führt eine tonnengewölbte Seitenflurhalle. Die Räume haben Stichkappen- und Kreuzgratgewölbe, zum Teil mit angeputzten Graten und Bändern. | BDA-Hist.: Q37957394 Status: Bescheid Stand der BDA-Liste: 2025-06-30 Name: Wohn- und Geschäftshaus GstNr.: .170 |
| ja   | Datei hochladen | Heimatmuseum HERIS-ID: 77002 Objekt-ID: 90604                                                                                 | Rathausstraße 9 Standort KG: Langenlois                       | Das im späten 16. Jahrhundert errichtete, zweigeschoßige Haus in der Rathausstraße 9 wird seit 1942 als Heimatmuseum genutzt. | BDA-Hist.: Q38147930 Status: § 2a Stand der BDA-Liste: 2025-06-30 Name: Heimatmuseum GstNr.: .28/1 |
| ja   | Datei hochladen | Pranger HERIS-ID: 77003 Objekt-ID: 90605                                                                                      | vor Rathausstraße 9 Standort KG: Langenlois                   | Der Pranger vor dem Heimatmuseum – eine Säule mit steinerner Ritterfigur in Rüstung aus dem 16. Jahrhundert (?) – stand ehemals auf dem Holzplatz. | BDA-Hist.: Q38147944 Status: § 2a Stand der BDA-Liste: 2025-06-30 Name: Pranger GstNr.: 7352/1 |
| ja   | Datei hochladen | Passauerhof HERIS-ID: 34361 Objekt-ID: 32553                                                                                  | Röhrbrunnstraße 17 Standort KG: Langenlois                    | Der Passauerhof ist ein zweigeschoßiger, um einen weiten Hof angelegter Bau, der im Kern aus dem späten 16. Jahrhundert stammt und im 18. Jahrhundert durch Umbauten stark verändert wurde. Im Obergeschoß gibt es straßen- und hofseitig unterkehlte Fenstersohlbänke. Vom Hof liegt ein Portal mit geschweifter Verdachung auf Konsolen, das um die Mitte des 18. Jahrhunderts gebaut wurde. Außerdem hat das Haus eine kreuzgratgewölbten Durchfahrtshalle. Im Erdgeschoß befindet sich eine Stichkappentonne aus dem 18. Jahrhundert und im Obergeschoß zwei Räume mit gekehlten Flachdecken und stuckierten, geschweiften Spiegeln sowie Bandlwerkdekor aus dem ersten Drittel des 18. Jahrhunderts. | BDA-Hist.: Q37957408 Status: Bescheid Stand der BDA-Liste: 2025-06-30 Name: Passauerhof GstNr.: .294 |
| ja   | Datei hochladen | Gasthaus Zur weißen Rose HERIS-ID: 34362 Objekt-ID: 32554                                                                     | Rudolfstraße 1 Standort KG: Langenlois                        | Der Gasthof zur weißen Rose ist ein Eckbau mit einem langen Trakt entlang der Kremserstraße, der ab der Mitte des 16. Jahrhunderts errichtet wurde. Die Fassade weist unregelmäßige Fensterachsen auf. In den zwei östlichen Achsen ist der Bau schräg gegen den Kirchenplatz gerichtet. An der Ecke zur Kremserstraße befindet sich ein Runderker mit Muschelkonsole. | BDA-Hist.: Q37957423 Status: Bescheid Stand der BDA-Liste: 2025-06-30 Name: Gasthaus Zur weißen Rose GstNr.: .215/1, .215/2                                                                                              |
| ja   | Datei hochladen | Sog. Vierzigerhaus HERIS-ID: 11707 Objekt-ID: 7816                                                                            | Rudolfstraße 11 Standort KG: Langenlois                       | Das sogenannte Vierzigerhaus ist am Straßentrakt mit 1909 bezeichnet. Es ist ein Gassenfronthaus mit Hoftor und einem Eingangsportal mit darüber liegendem Doppelfenster mit Dreieckgiebel. Der hakenförmige Hoftrakt mit kreuzgratgewölbtem Arkadengang auf gedrungenen Pfeilerchen über hohen Pfeilerarkaden wurde im dritten Viertel des 16. Jahrhunderts gestaltet. Darauf sind geringe Reste von ornamentaler Sgraffitomalerei zu erkennen. | BDA-Hist.: Q38110053 Status: Bescheid Stand der BDA-Liste: 2025-06-30 Name: Wohnhaus, sog. Vierzigerhaus GstNr.: 469 Vierzigerhaus, Langenlois                                                                           |
| ja   | Datei hochladen | Schiltingerhof HERIS-ID: 34363 Objekt-ID: 32555                                                                               | Schilterner Straße 14 Standort KG: Langenlois                 | Der Schiltingerhof ist ein zweigeschoßiger, langgezogener Bau mit Satteldach und Eckpilastergliederung, der im späten 16./frühen 17. Jahrhundert errichtet wurde. Innen gibt es im Erdgeschoß und im Obergeschoß einzelne Kreuzgratgewölbe. | BDA-Hist.: Q37957438 Status: Bescheid Stand der BDA-Liste: 2025-06-30 Name: Schiltingerhof GstNr.: .53/2 Schiltingerhof (Langenlois)                                                                                     |
| ja   | Datei hochladen | Wohn- und Geschäftshaus HERIS-ID: 34364 Objekt-ID: 32556                                                                      | Walterstraße 4 Standort KG: Langenlois                        | Das in der zweiten Hälfte des 16. Jahrhunderts errichtete Wohn- und Geschäftshaus in der Walterstraße 4 hat eine späthistoristische Fassade aus dem späten 19. Jahrhundert und einen kreuzgratgewölbten Arkadengang mit toskanischen Säulchen auf jochweise abgemauerten Arkadenfolgen aus der zweiten Hälfte des 16. Jahrhunderts. Zum Haus gehört auch eine Querscheune. | BDA-Hist.: Q37957453 Status: Bescheid Stand der BDA-Liste: 2025-06-30 Name: Wohn- und Geschäftshaus GstNr.: .89 Commercial/residential building 'Walterstrasse 4' (Langenlois)                                           |
| ja   | Datei hochladen | Wohnhaus HERIS-ID: 34365 Objekt-ID: 32557                                                                                     | Walterstraße 10 Standort KG: Langenlois                       | Das Wohnhaus in der Walterstraße 10 ist ein zweigeschoßiger Bau mit Mansardenwalmdach und einem Baukern aus der zweiten Hälfte des 16. Jahrhunderts, der über eine Fassade aus der ersten Hälfte des 18. Jahrhunderts mit seichtem, zweiachsigem Mittelrisalit verfügt. Im Obergeschoß ist eine ionische Riesenpilastergliederung zu sehen. In den geschweiften Fensterverdachungen und in den Parapetfeldern gibt es Laub- und Bandlwerkstuck. Seitlich ist der Bau durch eine breite trichterartige Einfahrt zugänglich. Die Torflügel stammen aus dem 18. Jahrhundert. Das Erdgeschoß ist mit einer Flachdecke mit Stuckspiegel sowie mit einem Kreuzgratgewölbe ausgestattet. | BDA-Hist.: Q37957469 Status: Bescheid Stand der BDA-Liste: 2025-06-30 Name: Wohnhaus GstNr.: .84 Residential building Walterstraße 10 (Langenlois)                                                                       |
| ja   | Datei hochladen | Wohnhaus HERIS-ID: 34366 Objekt-ID: 32558                                                                                     | Walterstraße 20 Standort KG: Langenlois                       | Das Wohnhaus in der Walterstraße 20 stammt im Kern aus dem späten 16. Jahrhundert und seine Fassade aus der zweiten Hälfte des 18. Jahrhunderts. Es hat ein gebändertes Erdgeschoß, im Obergeschoß eine Gliederung durch Pilaster mit reichen Kompositkapitellen, aufwendig stuckierte Fenster, unter den geschweiften Verdachungen eine Darstellung der vier Jahreszeiten, in den Parapetfeldern Rundmedaillons mit allegorischen Figuren der fünf Sinne, über dem weiten Rundbogenportal in einer reich dekorierten Kartusche ein Bildnis des hl. Johannes Nepomuk und links und rechts davon die Heiligen Florian, Sebastian und Rochus, bezeichnet mit 1786. Das Obergeschoß verfügt über eine Holzbalkendecke. Aus dem zweiten Viertel des 18. Jahrhunderts stammt der Saal mit gekehlter Flachdecke und reichem Bandlwerkstuck, der dem Stuckateur Johann Michael Flor zugeschrieben wird, wobei diese Zuschreibung nicht ohne Zweifel ist. Der geschweifte Stuckspiegel zeigt ein Relief vom Festmahl des Josef von Ägypten mit seinen Brüdern, seitlich Szenen aus Josefs Leben und in den vier Eckmedaillons allegorische Figuren. | BDA-Hist.: Q37957483 Status: Bescheid Stand der BDA-Liste: 2025-06-30 Name: Wohnhaus GstNr.: .78 Residential house Walterstraße 20 (Langenlois)                                                                          |
| ja   | Datei hochladen | Wohnhaus HERIS-ID: 77036 Objekt-ID: 90638                                                                                     | Walterstraße 31 Standort KG: Langenlois                       | Das Wohnhaus in der Walterstraße 31 ist ein zweigeschoßiger Bau mit schlichter Fassade aus dem 18. Jahrhundert. | BDA-Hist.: Q38148102 Status: § 2a Stand der BDA-Liste: 2025-06-30 Name: Wohnhaus GstNr.: .48/1 Residential house Walterstraße 31 (Langenlois)                                                                            |
| ja   | Datei hochladen | Gasthaus HERIS-ID: 34367 Objekt-ID: 32559                                                                                     | Wiener Straße 4 Standort KG: Langenlois                       | Das Gasthaus in der Wiener Straße, in dem der Komponist Ludwig van Beethoven 1826 zu Gast war, wurde 2015 revitalisiert, um einen Zubau erweitert und in eine neu errichtete Wohnhausanlage einbezogen. | BDA-Hist.: Q37957500 Status: Bescheid Stand der BDA-Liste: 2025-06-30 Name: Gasthaus GstNr.: .189 Beethoven Inn (Langenlois)                                                                                             |
| ja   | Datei hochladen | Kriegergedächtniskapelle HERIS-ID: 76988 Objekt-ID: 90590                                                                     | Wiener Straße 18 Standort KG: Langenlois                      | Die Kriegergedächtniskapelle wurde von Paul Hochedlinger gestiftet und 1779 geweiht. Der rechteckige Bau diente bis 1920 als Friedhofskapelle. Die Fassade zeigt eine Pilastergliederung mit Dreieckgiebel und Giebeltürmchen sowie kartuschengerahmte Fenster. Im Inneren befindet sich ein dreijochiger, flach geschlossener Raum mit Pilaster- und Gesimsgliederung und einer Stichkappentonne mit Putzbändern in der Gurtbogenzone und entlang der Grate. Zur Ausstattung zählt ein monumentales Kruzifix aus dem 19. Jahrhundert. | BDA-Hist.: Q38147827 Status: § 2a Stand der BDA-Liste: 2025-06-30 Name: Kriegergedächtniskapelle GstNr.: 527 War memorial chapel (Langenlois)                                                                            |
| ja   | Datei hochladen | Kapelle hl. Johannes Nepomuk HERIS-ID: 76987 Objekt-ID: 90589                                                                 | Wiener Straße 18 Standort KG: Langenlois                      | Der laut Sockelinschrift im Jahr 1710 von Ratsherr Johann Peter Gunz gestiftete Kapellenbildstock wurde bei einer Renovierung 1981 versetzt und in die Friedhofsmauer integriert. Er hat einen halbkreisförmigen Grundriss und an der Vorderseite eine Rundbogenöffnung zwischen zwei Pilastern, die im unteren Drittel ein schmiedeeisernes Gitter aufweist und oben von einem geschwungenen Giebel mit umlaufendem Gesims, Ziegeldach und Eisenkreuz überspannt wird. Innen befindet sich eine Rundbogennische mit Halbkuppel und ovaler Lichtöffnung. Dort steht auf einem Postament eine Statue des hl. Johannes Nepomuk in priesterlicher Kleidung, der ein Kreuz mit Kruzifix und einem über dem Kreuzstamm liegenden Palmzweig in der rechten Armbeuge trägt. Begleitet wird der Heilige von einem an seiner linken Seite schwebenden Putto. | BDA-Hist.: Q38147782 Status: § 2a Stand der BDA-Liste: 2025-06-30 Name: Kapelle hl. Johannes Nepomuk GstNr.: 527 St. Nepomuk chapel (Langenlois)                                                                         |
| ja   | Datei hochladen | Bildstock HERIS-ID: 76989 Objekt-ID: 90591                                                                                    | bei Wiener Straße 18 Standort KG: Langenlois                  | Rechts vom Friedhofseingang steht ein im Sockelbereich bzw. unterhalb des Aufsatzes quadratischer und in der Mitte stark abgefaster Sandsteinpfeiler aus der zweiten Hälfte des 17. Jahrhunderts. Er wird oben von einer quadratischen Kragenplatte abgeschlossen, auf der ein Tabernakelaufsatz mit flachen, rechteckigen Nischen ruht. Die pyramidenförmige Abdeckung des Tabernakels wird von einem Steinkreuz bekrönt. Drei der vier Nischen sind mit Steinmosaiken des Langenloiser Künstlers Wolfgang Bergner ausgestattet: das Auge Gottes, ein Kreuz in grünem Feld und ein Sonnenaufgang. | BDA-Hist.: Q38147842 Status: § 2a Stand der BDA-Liste: 2025-06-30 Name: Bildstock GstNr.: 526/1 Wayside shrine 'Wiener Strasse 18' (Langenlois)                                                                          |
| ja   | Datei hochladen | ehem. Gartenpavillon des Franziskanerklosters HERIS-ID: 34368 Objekt-ID: 32560                                                | Wiener Straße 37 Standort KG: Langenlois                      | Der ehemalige Gartenpavillon des früheren Franziskanerklosters ist ein zweigeschoßiger Bau mit Mansardenwalmdach aus der zweiten Hälfte des 18. Jahrhunderts. Seine Fassade hat geschweifte Fensterverdachungen, Fensterkörbe und eine Gliederung durch Putzfelder. Daneben steht ein eingeschoßiger Anbau mit Satteldach. | BDA-Hist.: Q37957515 Status: Bescheid Stand der BDA-Liste: 2025-06-30 Name: ehem. Gartenpavillon des Franziskanerklosters GstNr.: 528/8                                                                                  |
| ja   | Datei hochladen | Ehem. Pfarrhof HERIS-ID: 57546 Objekt-ID: 67730                                                                               | Zwettler Straße 133 Standort KG: Langenlois                   | Der ehemalige Pfarrhof ist ein zweigeschoßiger Bau mit Walmdach aus der zweiten Hälfte des 18. Jahrhunderts. Er hat ein gebändertes Erdgeschoß, Lisenengliederung im Obergeschoß, in der Mitte ein Eselrückenportal mit Querluke und geschweiftem Giebel und ein Gartenportal mit Pinienzapfen. Das Erdgeschoß ist stichkappentonnengewölbt. | BDA-Hist.: Q38077189 Status: Bescheid Stand der BDA-Liste: 2025-06-30 Name: Ehem. Pfarrhof GstNr.: 264 |
| ja   | Datei hochladen | Bildstock HERIS-ID: 77020 Objekt-ID: 90622                                                                                    | Kremser Straße / Am Rosenhügel Standort KG: Langenlois        | Das Pestkreuz an der Kremser Straße hat einen quaderförmigen, abgestuften Sockel, über dem sich ein quadratischer Sandsteinpfeiler mit vertieften Zierkartuschen erhebt. Im Oberen Bereich befindet sich eine auf drei Seiten verteilte Stifterinschrift mit der Jahreszahl 1679. Auf dem Pfeiler ruht ein Tabernakel mit vier Rundbogennischen, in denen bemalte Blechtafeln angebracht sind. Bekrönt wird das Tabernakel von einem flachen Pyramidendach mit Steinkuppel und eisernem Doppelkreuz. | BDA-Hist.: Q38148024 Status: § 2a Stand der BDA-Liste: 2025-06-30 Name: Bildstock GstNr.: 7377/3 Wayside shrine Am Rosenhügel (Langenlois)                                                                               |
| ja   | Datei hochladen | Bildstock HERIS-ID: 77022 Objekt-ID: 90624                                                                                    | Kremser Straße / Wegebau Weinträgerin Standort KG: Langenlois | Das Zagl-Kreuz ist ein Tabernakelbildstock aus der ersten Hälfte des 17. Jahrhunderts. Auf einem Steinfundament erhebt sich ein Sandsteinpfeiler mit quadratischem Grundriss. Darauf befindet sich ein Tabernakel, das mit vier rechteckigen Nischen ausgestattet ist. Auf den in den Nischen angebrachten Blechtafeln sind der Heilige Christophorus, eine Kreuzigung und zwei unkenntliche Malereien zu sehen. Am Pfeilerschaft ist eine Stifterinschrift mit der Jahreszahl 1640 zu sehen, darunter ein bronzefarbener Kelch. Bekrönt wird das Tabernakel von einem pyramidenförmigen Steindach, das in ein Steinkreuz ausläuft. | BDA-Hist.: Q38148047 Status: § 2a Stand der BDA-Liste: 2025-06-30 Name: Bildstock GstNr.: 7374/2 Wayside shrine 'Wegebau Weinträgerin' (Langenlois)                                                                      |
| ja   | Datei hochladen | Figurenbildstock, hl. Urban HERIS-ID: 77021 Objekt-ID: 90623                                                                  | gegenüber Sauberg 15 Standort KG: Langenlois                  | Im unteren Teil der Kellergasse Sauberg steht eine Betongussstatue des hl. Urban auf einer Sandsteinsäule mit quadratischem Betonfundament. Das Denkmal wurde in der zweiten Hälfte des 20. Jahrhunderts errichtet und ist ein Werk des Bildhauers Friedrich Fahrwickl. | BDA-Hist.: Q38148035 Status: § 2a Stand der BDA-Liste: 2025-06-30 Name: Figurenbildstock, hl. Urban GstNr.: 1047/26 |
| ja   | Datei hochladen | Kruzifix/Kreuz HERIS-ID: 77023 Objekt-ID: 90625                                                                               | Standort KG: Langenlois                                       | Das hochbarocke Sandsteinkreuz wurde laut Inschrift im Jahr 1720 von Ferdtiandt Schenpichler gestiftet und ist lokal als Schönpichler-Kreuz, Gstumpferte Moriandl oder Kremsfeld-Kreuz bekannt. Es handelt sich um eines der seltenen Beispiele für ein zweiseitigen Kreuz: Sowohl die Vorder- als auch die Rückseite sind kunstvoll ausgeführt. | BDA-Hist.: Q38148059 Status: § 2a Stand der BDA-Liste: 2025-06-30 Name: Kruzifix/Kreuz GstNr.: 7378/2 |
| ja   | Datei hochladen | Bildstock HERIS-ID: 77024 Objekt-ID: 90626                                                                                    | Standort KG: Langenlois                                       | Der Pfeiler hat einen reliefierten Tabernakel mit Kreuzaufsatz und ist mit 1694 bezeichnet. Der Bildstock hat einige tiefe Sprünge im Pfeiler und ist von Zerstörung bedroht. | BDA-Hist.: Q38148070 Status: § 2a Stand der BDA-Liste: 2025-06-30 Name: Bildstock GstNr.: 7376/2 |
| ja   | Datei hochladen | Kath. Pfarrkirche hl. Wolfgang HERIS-ID: 59465 Objekt-ID: 70776                                                               | gegenüber Mittelberg 40 Standort KG: Mittelberg               | Die Pfarrkirche hl. Wolfgang in Mittelberg ist eine josephinische, im Kern gotische Saalkirche mit vorgestelltem Westturm und gotischem Chor. Ihr dreijochiges Langhaus ist durch Flachbogenfenster und ein nordseitiges Spitzbogenportal mit Birnstabprofilierung vom gotischen Ursprungsbau aus dem zweiten Viertel des 15. Jahrhunderts geöffnet. Der schlank proportionierte Chor stammt aus der Zeit um 1440. Er ist einjochig und hat einen Fünfachtelschluss. Im Süden befindet sich ein eingeschoßiger Sakristeianbau. Der Turm hat drei Geschoße mit Oculi, rundbogige Schallfenster und eine welsche Haube mit Zwiebelaufsatz. | BDA-Hist.: Q38087394 Status: § 2a Stand der BDA-Liste: 2025-06-30 Name: Kath. Pfarrkirche hl. Wolfgang GstNr.: .51 Kath. Pfarrkirche St. Wolfgang, Mittelberg                                                            |
| ja   | Datei hochladen | Nepomukbrunnen HERIS-ID: 77051 Objekt-ID: 90654                                                                               | gegenüber Mittelberg 46 Standort KG: Mittelberg               | Der sechseckige Brunnen neben der Pfarrkirche verfügt über eine Statue des hl. Johannes Nepomuk auf einem Postament, die im späten 18. Jahrhundert angefertigt wurde. | BDA-Hist.: Q38148171 Status: § 2a Stand der BDA-Liste: 2025-06-30 Name: Nepomukbrunnen GstNr.: 1921/6 Nepomukbrunnen Mittelberg                                                                                          |
| ja   | Datei hochladen | Pfarrhof HERIS-ID: 50235 Objekt-ID: 55017                                                                                     | Mittelberg 47 Standort KG: Mittelberg                         | Der zweigeschoßige, traufständige, mit Ortstein- und Lisenengliederung ausgestattete Pfarrhof von Mittelberg wurde im späten 18. Jahrhundert errichtet. Er ist durch ein pilasterflankiertes Mittelportal zugänglich. Der Hofflügel ist stichkappengewölbt. | BDA-Hist.: Q38038853 Status: § 2a Stand der BDA-Liste: 2025-06-30 Name: Pfarrhof GstNr.: .49 |
| ja   | Datei hochladen | Bildstock HERIS-ID: 77052 Objekt-ID: 90655                                                                                    | vor Mittelberg 84 Standort KG: Mittelberg                     | Der in Form eines Breitpfeilers gemauerte Bildstock aus dem 19. Jahrhundert verfügt über einen wuchtigen sechseckigen Schaft, der sich nach oben hin verjüngt, bis er sich zu einem Nischenaufsatz mit ziegelgedecktem Satteldach und eisernem Doppelkreuz erweitert. Die Nische des Aufsatzes beherbergt eine nach dem Vorbild des russischen Mönchs Andrej Rubljow als Ikonenmalerei ausgeführte Darstellung einer Szene aus dem Alten Testament (Gen 18,1-33 ), die als Darstellung der heiligen Dreifaltigkeit aufgefasst werden kann. | BDA-Hist.: Q38148179 Status: § 2a Stand der BDA-Liste: 2025-06-30 Name: Bildstock GstNr.: 1945 |
| ja   | Datei hochladen | Höhensiedlung Burgstall HERIS-ID: 112240 Objekt-ID: 130313                                                                    | Burgstall Standort KG: Schiltern                              | Im Bereich des sogenannten Burgstalls in der Mitte des Loisbachtales wurden Siedlungsspuren von der Jungsteinzeit bis ins 9. Jahrhundert n. Chr. gefunden. | BDA-Hist.: Q37829872 Status: Bescheid Stand der BDA-Liste: 2025-06-30 Name: Höhensiedlung Burgstall GstNr.: 1618, 1619/1, 1619/2, 1620, 1621/1, 1621/2, 1631, 1634, 1635, 1639, 1640, 1642, 1643, 1646/1, 1646/2, 1657/4 |
| ja   | Datei hochladen | Burgruine Kronsegg HERIS-ID: 59582 Objekt-ID: 70998                                                                           | bei Kronsegg 17 Standort KG: Schiltern                        | rechteckige Anlage, 13. bis 15. Jahrhundert auf einem Hügel. Ringmauer mit Zinnen und Rundbogentor. Durch zwei weitere Tore (das erste mit Wappen des Carl Herrn von Hackelberg 1678) zum hohen Pallas, 15. Jahrhundert. Im 2. Stock Kleeblattbogentor. An der Ostseite Berchfrit aus dem 13. Jahrhundert. | BDA-Hist.: Q27237332 Status: § 2a Stand der BDA-Liste: 2025-06-30 Name: Burgruine Kronsegg GstNr.: 3473 Burgruine Kronsegg                                                                                               |
| ja   | Datei hochladen | Bildstock HERIS-ID: 77044 Objekt-ID: 90647                                                                                    | Kronsegger Straße Standort KG: Schiltern                      | Der westlich des Ortes gelegene Bildstock mit barockem Volutensockel und mächtigem Rundbogenaufsatz wurde im 19. Jahrhundert errichtet. | BDA-Hist.: Q38148114 Status: § 2a Stand der BDA-Liste: 2025-06-30 Name: Bildstock GstNr.: 1664 |
| ja   | Datei hochladen | Kath. Pfarrkirche hl. Pankraz und Friedhof HERIS-ID: 50936 Objekt-ID: 56456                                                   | neben Marktplatz 1 Standort KG: Schiltern                     | Die dem hl. Pankraz geweihte Pfarrkirche von Schiltern ist eine frühbarocke Saalkirche mit eingezogenem Flachchor und einem Nordturm von 1681. Sie liegt nördlich hoch über dem Ort und ist über einen von urnenbekrönten Pfeilern des 18. Jahrhunderts flankierten Weg zugänglich. Langhaus und Chor sind durch Rechteckfenster geöffnet. In der nördlichen Chorecke erhebt sich ein zweigeschoßiger Turm mit Uhrengiebeln, der von einem Pyramidenhelm des 19. Jahrhunderts bekrönt wird. Im Süden liegt ein kreuzgratgewölbter Portalvorbau und die zweigeschoßige Sakristei mit Oratorium. Am ganzen Bau sind untere dem Putz perspektivische Ritzgliederungen aus der Bauzeit sichtbar. | BDA-Hist.: Q38042720 Status: § 2a Stand der BDA-Liste: 2025-06-30 Name: Kath. Pfarrkirche hl. Pankraz und Friedhof GstNr.: .63, 44 Pfarrkirche hl. Pankraz, Schiltern                                                    |
| ja   | Datei hochladen | Karner HERIS-ID: 77045 Objekt-ID: 90648                                                                                       | Marktplatz 1, in der Nähe Standort KG: Schiltern              | | BDA-Hist.: Q38148124 Status: § 2a Stand der BDA-Liste: 2025-06-30 Name: Karner GstNr.: 44 |
| ja   | Datei hochladen | Pfarrhof HERIS-ID: 50526 Objekt-ID: 55592                                                                                     | Marktplatz 9 Standort KG: Schiltern                           | Der Pfarrhof von Schiltern besteht aus einer Gruppe von Gebäuden aus dem 17. und 18. Jahrhundert. Das Hoftor des eingeschoßigen, traufständigen Straßentraktes wird von Statuen der Heiligen Franz Xaver und Florian aus der Mitte des 18. Jahrhunderts flankiert. Diese sind zu den Statuen vor der Pestkapelle passend. Gartenseitig erheben sich zweigeschoßige Bauten. Innen gibt es Platzlgewölbe und Flachdecken mit barockem Putzschnittdekor. Ein kleiner, runder Gartenpavillon von 1870 ist durch einen Schindelpyramidenhelm gedeckt und verfügt über abwechselnd rund- und spitzbogige Blendarkaden auf Pilastern sowie über ein Spitzbogentor. Innen ist er kuppelig gewölbt und durch Nischen und Blendpilaster gegliedert. | BDA-Hist.: Q38040630 Status: § 2a Stand der BDA-Liste: 2025-06-30 Name: Pfarrhof GstNr.: .137/1, .137/2 Pfarrhof Schiltern                                                                                               |
| ja   | Datei hochladen | Figurenbildstock hl. Johannes Nepomuk HERIS-ID: 77047 Objekt-ID: 90650                                                        | bei Marktplatz 9 Standort KG: Schiltern                       | Die Statue des hl. Johannes Nepomuk auf der Brücke beim Pfarrhof stammt aus dem späten 18./frühen 19. Jahrhundert. | BDA-Hist.: Q38148143 Status: § 2a Stand der BDA-Liste: 2025-06-30 Name: Figurenbildstock hl. Johannes Nepomuk GstNr.: 3415                                                                                               |
| ja   | Datei hochladen | Pranger HERIS-ID: 77048 Objekt-ID: 90651                                                                                      | bei Marktplatz 9 Standort KG: Schiltern                       | Der Pranger auf dem Marktplatz, errichtet nach 1622, hat einen achteckigen Schaft mit Muschelbekrönung und Aufsatz. Seine Rolandsfigur stammt aus der Zeit um 1960. | BDA-Hist.: Q38148151 Status: § 2a Stand der BDA-Liste: 2025-06-30 Name: Pranger GstNr.: 3415 |
| ja   | Datei hochladen | Schloss Schiltern und Barockgarten HERIS-ID: 34995 Objekt-ID: 33564                                                           | Obere Straße 40 Standort KG: Schiltern                        | Das Schloss Schiltern ist eine mächtige, im 16. bis 18. Jahrhundert errichtete Dreiflügelanlage mit vier Rundtürmen. | BDA-Hist.: Q27253541 Status: Bescheid Stand der BDA-Liste: 2025-06-30 Name: Schloss Schiltern und Barockgarten GstNr.: .3, .20, .21/2, .165, 362, 363, 364, 365, 366, 367, 368, 369, 370, 371 Schloss Schiltern          |
| ja   | Datei hochladen | Figurenbildstock hl. Johannes Nepomuk HERIS-ID: 77050 Objekt-ID: 90653                                                        | bei Obere Straße 49 Standort KG: Schiltern                    | Die in der Mitte des 18. Jahrhunderts aufgestellte Statue des hl. Johannes Nepomuk beim Schloss steht auf einem Volutensockel mit Wappenkartusche. | BDA-Hist.: Q38148163 Status: § 2a Stand der BDA-Liste: 2025-06-30 Name: Figurenbildstock hl. Johannes Nepomuk GstNr.: 3341/10                                                                                            |
| ja   | Datei hochladen | Pestkapelle Unbefleckte Empfängnis HERIS-ID: 77046 Objekt-ID: 90649                                                           | bei Untere Straße 3 Standort KG: Schiltern                    | Die Pestkapelle Unbefleckte Empfängnis wurde 1713 als Stiftung des Maximilian Erasmus von Hackelberg erbaut. Die Fassade zeigt gegen Süden einen geschweiften Giebel und einen oktogonalen Dachreiter mit einem schindelgedeckten Zwiebelhelm. Außen stehen Mitte des 18. Jahrhunderts angefertigte Statuen der Heiligen Leopold, Antonius von Padua und Margareta auf Volutenpostamenten unter barocken Eisenblechbaldachinen. Der zweijochige Innenraum verfügt über eine Einwölbung durch eine flach geschlossene Stichkappentonne über Gurten auf Pilastern. Der Altar wurde im frühen 18. Jahrhundert von Andreas Krimmer gebaut. Die Kapellenrückwand ist von zwei vasenbekrönten Pilastern flankiert und mit fast vollplastischen Figuren reich ausgestattet. Um die zentrale Statue der Maria Immaculata sind Statuen der Heiligen Maria und Josef, Aquilinus, Sebastian, Rochus, Karl Borromäus, Franz Xaver, Petrus von Alkantara, Johannes Nepomuk, Rosalia und der Heiligen Dreifaltigkeit angeordnet. | BDA-Hist.: Q38148135 Status: § 2a Stand der BDA-Liste: 2025-06-30 Name: Pestkapelle Unbefleckte Empfängnis GstNr.: .65                                                                                                   |
| ja   | Datei hochladen | Hausberg Zorimauer HERIS-ID: 112239 Objekt-ID: 130312                                                                         | Zorimauer Standort KG: Schiltern                              | Nördlich über dem Ort neben der Kirche erhebt sich die sogenannte Zorimauer. Sie besteht aus drei erhaltenen Mauern einer Fluchtburg des 13. Jahrhunderts, die zum Teil in Opus spicatum gemauert sind. Im Norden und Osten ist außerdem ein Wallgraben erhalten. | BDA-Hist.: Q37829855 Status: Bescheid Stand der BDA-Liste: 2025-06-30 Name: Hausberg Zorimauer GstNr.: 42/1, 44, 45, 50, 51, 52, 53, 54, 55/1, 55/2, 56/1, 56/2                                                          |
| ja   | Datei hochladen | Bauernhof (Anlage) mit Presshaus, ehem. Rathaus HERIS-ID: 77060 Objekt-ID: 90663                                              | Dr.Hiesinger-Straße 5 Standort KG: Zöbing                     | Das ehemalige Rathaus von Zöbing ist ein zweigeschoßiger, traufständiger Bau mit vierachsigem, übergiebeltem Mittelrisalit und einer Fassadennutung aus der Zeit um 1800, mit einem Baukern aus dem späten 16./frühen 17. Jahrhundert (?). Das Haus ist durch ein Segmentbogenportal mit großem, in die Mauer eingelassenem Zöbinger Wappen zugänglich. Dessen aufgedoppelte Türflügel mit Rauten- und Sonnenmotiv wurden Ende des 18. Jahrhunderts angefertigt. Der tonnengewölbte Mittelflur verfügt über ein Stichkappengewölbe mit angeputzten Bändern und Putzschnittspiegel. Im Inneren befindet sich außerdem eine zweiläufige, tonnengewölbte Treppe. Das dem Bau zugehörige Presshaus mit aufgedoppelten Türflügeln wurde im späten 18. Jahrhundert erbaut. | BDA-Hist.: Q38148237 Status: § 2a Stand der BDA-Liste: 2025-06-30 Name: Bauernhof (Anlage) mit Presshaus, ehem. Rathaus GstNr.: .11 Ehem. Rathaus Zöbing                                                                 |
| ja   | Datei hochladen | Pranger HERIS-ID: 77064 Objekt-ID: 90667                                                                                      | gegenüber Marktplatz 10 Standort KG: Zöbing                   | Der im 17. Jahrhundert errichtete Pranger auf dem Marktplatz verfügt über einen abgefasten Pfeiler mit Obelisk auf Rundbasis. Auf der Sockelinschrift ist zu lesen: 1583 Verleihung d. Marktrechtes u. d. nied. Gerichtsbarkeit. | BDA-Hist.: Q38148262 Status: Bescheid Stand der BDA-Liste: 2025-06-30 Name: Pranger GstNr.: 2098/19 |
| ja   | Datei hochladen | Pfarrhof mit Hauptgebäude, Nebengebäude und Umfassungsmauer HERIS-ID: 50934 Objekt-ID: 56447                                  | Pfarrplatz 4 Standort KG: Zöbing                              | Der Pfarrhof neben der Kirche von Zöbing ist ein zweigeschoßiger Bau mit Kordonband- und Doppellisenengliederung und hohem Mansardenwalmdach. Er wurde in den Jahren 1797/1798 errichtet. Ins Innere führt eine kreuzgratgewölbte Durchfahrt. Im Untergeschoß gibt es ein Tonnengewölbe mit Stichkappen und im Obergeschoß eine gekehlte Flachdecke mit Putzschnittspiegeln. | BDA-Hist.: Q38042698 Status: Bescheid Stand der BDA-Liste: 2025-06-30 Name: Pfarrhof mit Hauptgebäude, Nebengebäude und Umfassungsmauer GstNr.: 353/1, .44 Pfarrhof Zöbing                                               |
| ja   | Datei hochladen | Kriegerdenkmal HERIS-ID: 210344seit 2022                                                                                      | Pfarrplatz Standort KG: Zöbing                                | Der mittlere Teil des Kriegerdenkmals, bestehend aus einem sich nach oben verjüngenden Mittelteil aus grauen Steinquadern, bekrönt von einer abgeflachten Steinkuppel, wurde 1922 im Andenken an die Gefallenen des Ersten Weltkriegs errichtet, deren Namen auf einer flachen Steintafel im unteren Bereich zu sehen sind. Nach 1945 wurde es um niedrigere und etwas zurückgesetzte Seitenteile erweitert, deren Tafeln die Namen der Gefallenen des Zweiten Weltkriegs zeigen. | BDA-Hist.: Q112915090 Status: Bescheid Stand der BDA-Liste: 2025-06-30 Name: Kriegerdenkmal GstNr.: 353/1, 2098/4 |
| ja   | Datei hochladen | Alter Pfarrhof mit westlicher Anschlussmauer HERIS-ID: 210345seit 2022                                                        | Pfarrplatz 6 Standort KG: Zöbing                              | | BDA-Hist.: Q112915077 Status: Bescheid Stand der BDA-Liste: 2025-06-30 Name: Alter Pfarrhof mit westlicher Anschlussmauer GstNr.: .43, .44                                                                               |
| ja   | Datei hochladen | Kath. Pfarrkirche hl. Martin mit Freifläche des Kirchhofes, Kirchhofmauer und Grabdenkmälern HERIS-ID: 50933 Objekt-ID: 56446 | Pfarrplatz 6 Standort KG: Zöbing                              | Die Pfarrkirche hl. Martin in Zöbing ist eine gotische Saalkirche mit spätgotischem Kapellenanbau und vorgelagertem Westturm. Ihr steil proportioniertes Langhaus aus der Zeit um 1400 ist durch Rundbogenfenster geöffnet. Die südlich gelegene Wallseerkapelle verfügt über einen Fünfachtelschluss und stammt aus der zweiten Hälfte des 15. Jahrhunderts. Sie hat zweibahnige Spitzbogenfenster mit stark erneuertem Vierpassmaßwerk und ein zart profiliertes Spitzbogentor. Der zweijochige Chor aus dem späten 14. Jahrhundert hat ebenfalls einen Fünfachtelschluss. In seinem Polygon sind in den zugemauerten Fenstern Maßwerkreste zu erkennen. Im Norden steht ein eingeschoßiger Sakristeianbau und im Süden eine Portalvorhalle von 1906. Der dreigeschoßige Turm verfügt über neugotische Maßwerkfenster und wird von einem steilen Zeltdach bekrönt. | BDA-Hist.: Q38042685 Status: Bescheid Stand der BDA-Liste: 2025-06-30 Name: Kath. Pfarrkirche hl. Martin mit Freifläche des Kirchhofes, Kirchhofmauer und Grabdenkmälern GstNr.: .43, .44 Pfarrkirche hl. Martin, Zöbing |
| ja   | Datei hochladen | 2 Figurenbildstöcke, hll. Johannes Nepomuk und Josef HERIS-ID: 77063 Objekt-ID: 90666                                         | bei Pfarrplatz 6 Standort KG: Zöbing                          | Zwei Statuen aus der ersten Hälfte des 18. Jahrhunderts stehen beim südlichen Zugang zum Kirchhof. Eine davon stellt Johannes Nepomuk dar, die andere den hl. Josef. | BDA-Hist.: Q38148251 Status: Bescheid Stand der BDA-Liste: 2025-06-30 Name: 2 Figurenbildstöcke, hll. Johannes Nepomuk und Josef GstNr.: .43 Nepomuk und Antonius vor der Pfarrkirche, Zöbing                            |
| ja   | Datei hochladen | Ehem. Schulgebäude HERIS-ID: 210343seit 2022                                                                                  | Pfarrplatz 7 Standort KG: Zöbing                              | | BDA-Hist.: Q112914555 Status: Bescheid Stand der BDA-Liste: 2025-06-30 Name: Ehem. Schulgebäude GstNr.: 355 |
| ja   | Datei hochladen | Ehem. Wirtschaftshof des Stiftes Dürnstein HERIS-ID: 40483 Objekt-ID: 40423                                                   | Silberörtl 2 Standort KG: Zöbing                              | Der ehemalige Lesehof des Stiftes Dürnstein ist ein zweigeschoßiger, traufständiger Eckbau des 18. Jahrhunderts mit einem Baukern des späten 16./frühen 17. Jahrhunderts, Kordonband- und Ortsteingliederung, unterkehlten Fenstersohlbänken in beiden Geschoßen, einem Hofportal mit geschweiftem Giebel, barocken Fensterkörben und Sgraffitoresten aus dem 17. Jahrhundert (?). Im Erdgeschoß sind Kreuzgrat- und Stichkappengewölbe mit angeputzten Graten zu sehen. | BDA-Hist.: Q37994642 Status: Bescheid Stand der BDA-Liste: 2025-06-30 Name: Ehem. Wirtschaftshof des Stiftes Dürnstein GstNr.: .24/1, .24/2 Wirtschaftshof des Stiftes Dürnstein, Zöbing                                 |
| ja   | Datei hochladen | Sog. Loiskandlhaus HERIS-ID: 47005 Objekt-ID: 49427                                                                           | Silberörtl 7 Standort KG: Zöbing                              | Das sogenannte Loiskandlhaus ist ein zweigeschoßiger, traufständiger Bau des 18. Jahrhunderts. Es hat einen flachen Mittelrisalit mit Ortsteingliederung und Dreieckgiebel, ein Mansardenwalmdach mit hölzernen Dachlukarnen, Fensterkörbe und ein übergiebeltes Hoftor. | BDA-Hist.: Q38025097 Status: Bescheid Stand der BDA-Liste: 2025-06-30 Name: Sog. Loiskandlhaus GstNr.: .31/1, .31/2 Loiskandlhaus                                                                                        |
| ja   | Datei hochladen | Bildstock HERIS-ID: 77067 Objekt-ID: 90670                                                                                    | bei Silberörtl 27 Standort KG: Zöbing                         | Der weiß getünchte Sandsteinpfeiler neben dem Haus Silberörtl 27 wurde in der ersten Hälfte des 17. Jahrhunderts wahrscheinlich im Zusammenhang mit dem Einfall der Schweden errichtet. Er hat einen quadratischen Grundriss und geht durch Abfasung in ein oktogonales Mittelteil über, das oben wieder auf einen quadratischen, kapitellartigen Abschnitt übergeführt wird. Den oberen Abschluss bildet eine auskragende quadratische Dachplatte, auf der sich eine zurückgesetzte Steinpyramide befindet. Am Kapitell des ansonsten schmucklosen Pfeilers ist die Jahreszahl 1645 eingemeißelt. Das Betonfundament des Pfeilers ist von vermauerten Natursteinen umrahmt. | BDA-Hist.: Q38148296 Status: § 2a Stand der BDA-Liste: 2025-06-30 Name: Bildstock GstNr.: 1996/6 |
| ja   | Datei hochladen | Bildstock HERIS-ID: 77066 Objekt-ID: 90669                                                                                    | bei Zöbinger Hauptstraße 38 Standort KG: Zöbing               | Der Tabernakelbildstock auf dem Marktplatz besteht aus einem Achtseitpfeiler mit dreiseitig geöffnetem Aufsatz und einer Figur des Christus in Rast. Das Denkmal ist mit 1647 bezeichnet. | BDA-Hist.: Q38148274 Status: § 2a Stand der BDA-Liste: 2025-06-30 Name: Bildstock GstNr.: 2098/19 |
| ja   | Datei hochladen | Altenburger Stiftshof, ehem. Zehenthof HERIS-ID: 35359 Objekt-ID: 34113                                                       | Zöbinger Hauptstraße 39 Standort KG: Zöbing                   | Der ehemalige Altenburger Stiftshof ist ein zweigeschoßiger, traufständiger Bau mit steilem Walmdach, Gesims- und Pilastergliederung und Rustikallisenen im Sockelgeschoß, der um die Mitte des 18. Jahrhunderts errichtet wurde und über einen Baukern aus dem 16. Jahrhundert verfügt. Straßenseitig ist ein mit 1677 bezeichnetes, gemaltes Medaillon zu sehen. Der barock geschwungene Torgiebel verfügt über Obelisken und ein reliefiertes Wappen des Stiftes Altenburg. | BDA-Hist.: Q37963634 Status: Bescheid Stand der BDA-Liste: 2025-06-30 Name: Altenburger Stiftshof, ehem. Zehenthof GstNr.: 401/2 Altenburger Stiftshof, Langenlois                                                       |